# Phanogenia
Phanogenia is een geslacht van haarsterren uit de familie Comatulidae.

## Soorten
- Phanogenia distincta (Carpenter, 1888)
- Phanogenia fruticosa (A.H. Clark, 1911)
- Phanogenia gracilis (Hartlaub, 1893)
- Phanogenia multibrachiata (Carpenter, 1888)
- Phanogenia novaeguineae (Müller, 1841)
- Phanogenia schoenovi (A.H. Clark, 1918)
- Phanogenia serrata (A.H. Clark, 1907)
- Phanogenia sibogae (A.H. Clark, 1912)
- Phanogenia typica Lovén, 1866